# Jan Ziembiński
Jan Ziembiński (ur. 25 stycznia 1924 w Wilnie, zm. 22 października 1988) – polski prawnik, profesor nauk prawnych, nauczyciel akademicki Uniwersytetu Marii Curie-Skłodowskiej w Lublinie, specjalista w zakresie prawa konstytucyjnego.

## Życiorys
Był synem Kazimierza i Jadwigi z domu Gidwiłło. Przed wybuchem II wojny ukończył trzy klasy gimnazjum w Wilnie. W czasie okupacji utrzymywał rodzinę pod nieobecność ojca (internowanego w ZSRR, a później walczącego w Wojsku Polskim na Zachodzie), pracując fizycznie. Był uczestnikiem ruchu oporu, w lecie 1944 roku walczył z Niemcami w oddziale bojowym Armii Krajowej.  W styczniu 1945 zmobilizowany został do Wojska Polskiego i w szeregach 2 Armii brał udział w końcowej fazie wojny z Niemcami, w walkach nad Odrą i Nysą. W wojsku pozostał do roku 1947, po przeniesieniu się z rodziną do Lublina ukończył tu Państwowe Liceum Pedagogiczne dla Dorosłych, uzyskując w 1949  świadectwo maturalne i rozpoczął pierwszy stopień studiów prawniczych na powstałym wówczas Wydziale Prawa UMSC, które ukończył po trzech latach z wyróżnieniem. Drugi stopień studiów, tzw. magisterski, ukończył w podobny sposób na Uniwersytecie Warszawskim w czerwcu 1953 roku. Pierwszą pracę podjął w 1953 roku w Wojewódzkim Archiwum Państwowym w Lublinie. W 1954 pełnił funkcję asystenta w Katedrze Prawa Państwowego UMCS. Od tej chwili jego życie i praca związane zostały już na stałe z Uniwersytetem Marii Curie-Skłodowskiej i z macierzystym Wydziałem. W 1960 obronił rozprawę doktorską Prawno-polityczne koncepcje polskich agrarystów. W 1966 przedstawił rozprawę habilitacyjną Prokuratorska kontrola legalności aktów administracyjnych. Był wykładowcą na Wydziale Prawa i Administracji Uniwersytetu Marii Curie-Skłodowskiej w Lublinie, a od 1 maja 1985 do 31 sierpnia 1987 prodziekanem tego wydziału. W 1979 uzyskał tytuł profesora nadzwyczajnego nauk prawnych. Dorobek naukowy profesora obejmuje ponad 50 pozycji. Od 1984 wykładał także prawo konstytucyjne na Katolickim Uniwersytecie Lubelskim. Od 1960 należał do Zjednoczonego Stronnictwa Ludowego. Uczestniczył jako reprezentant ZSL w pracach międzypartyjnego zespołu ekspertów parlamentarnych przygotowujących rozwiązania legislacyjne dotyczące utworzenia Trybunału Konstytucyjnego, Trybunału Stanu. Za swoją pracę był wielokrotnie wyróżniany i odznaczony między innymi: Krzyżem Kawalerskim Orderu Odrodzenia Polski, Złotym Krzyżem Zasługi oraz Medalem Komisji Edukacji Narodowej, Odznaką Grunwaldzką.
Zmarł śmiercią samobójczą.